# Димитър Андонов Попов
Димитър Андонов Попов, известен като Мито Междуречки, е български революционер, деец на Вътрешната македоно-одринска революционна организация.

## Биография
Роден е в 1872 година в будното кукушко българско село Междурек, тогава в Османската империя. В 1894 година заедно с още 4 души е покръстен във ВМОРО от водача ѝ Гоце Делчев. По-късно учителят Никола Манолев разширява българския революционен комитет в Междурек, като привлича 30 души. Димитър Попов и революционният комитет в Междурек успяват да привлекат към Организацията движещия се в района хайдутин Гоце Тодорашки, който и става първият кукушки войвода. В края на 1902 година Попов става нелегален и влиза в четата на Трайко Йотов. Участва в седем сражения, от които най-голямото в Постоларе, където загиват 6 четници, а няколко са ранени. През есента на 1903 година, след Илинденското въстание, четата се прибила в България. В 1904 година е обхванат от общата амнистия и се връща в Македония. Продължава да се занимава с революционна дейност до Балканската война. Участва във войната с четата на Македоно-одринското опълчение на Тодор Александров, с която първи влиза в Кукуш, четири дни преди редовните български части. Работи на кукушката гара Сарагьол. Взима участие и в Първата световна война като войник в 40-ти полк до края на войната.
На 20 март 1943 година, като жител на Пловдив, подава молба за българска народна пенсия. Молбата е одобрена и пенсията е отпусната от Министерския съвет на Царство България.